# Maria Anna av Portugal (1843-1884)
Maria Anna av Portugal , född 1843, död 1884, var en portugisisk prinsessa, och kronprinsessa av Sachsen 1873–1884. 
Hon gifte sig 1859 med den senare kung Georg av Sachsen. Äktenskapet var arrangerat och olyckligt. Hennes make blev Sachsens kronprins efter sin bror 1873. Hon var aldrig drottning, eftersom hon avled innan maken blev kung 1902. 
Hon stod först i tronföljden till Portugal efter sin bror fram till att han fick barn. 